# Hubert Schwarz
Hubert Schwarz (Oberaudorf, 13 de septiembre de 1960) es un deportista alemán que compitió para la RFA en esquí en la modalidad de combinada nórdica. 
Participó en tres Juegos Olímpicos de Invierno, entre los años 1980 y 1988, obteniendo una medalla de oro en Calgary 1988, en la prueba por equipo (junto con Hans-Peter Pohl y Thomas Müller). Ganó una medallas en el Campeonato Mundial de Esquí Nórdico de 1985, en la misma prueba.

## Palmarés internacional
| Juegos Olímpicos   | Juegos Olímpicos  | Juegos Olímpicos | Juegos Olímpicos          |
| Año                | Lugar             | Medalla          | Prueba                    |
| ------------------ | ----------------- | ---------------- | ------------------------- |
| 1988               | Calgary (Canadá)  | Medalla de oro   | TN + 3 × 10 km por equipo |
| Campeonato Mundial |                   |                  |                           |
| Año                | Lugar             | Medalla          | Prueba                    |
| 1985               | Seefeld (Austria) | Medalla de oro   | TN + 3 × 10 km por equipo |